# Pluimgipskruid
Pluimgipskruid (Gypsophila paniculata) is een plant die behoort tot de anjerfamilie (Caryophyllaceae). De soort staat op de lijst van nieuwe planten in Nederland. De plant komt van nature voor in Zuidoost-Europa en West-Siberië en is in Nederland vanuit siertuinen verwilderd. De plant werd in 1596 in Engeland geïntroduceerd.
De plant wordt 60–90 cm hoog en heeft wijdvertakte bloemstengels, die aan de voet met witte klierharen bezet zijn. De 5–7 cm lange en 1,5–4 cm brede bladeren zijn lijnlancetvormig.
Pluimgipskruid bloeit in juli en augustus met witte, vaak gevulde bloemen. De bloemsteeltjes zijn 2,5–5 mm lang en de kroonbladen zijn afgerond. De wijdklokvormige kelk is tot 2 mm lang.
De vrucht is een eenhokkige, openspringende (dehiscente) doosvrucht.

## Geneeskunde
Uit testen blijkt dat de moleculen van pluimgipskruid dodelijke kankercellen afbreekt waardoor kankermedicatie doeltreffender zou werken.

## Cultivars
Enkele cultivars zijn:
- 'Flamingo' met paarse bloemen
- 'Double Snowflake'met veel gevulde bloemen
- 'Viettes Dwarf' wordt 45 cm hoog

Voor de beroepsmatige teelt van snijbloemen:
- 'Million Stars'
- 'New Hope'
- 'Perfecta'

## Namen in andere talen
- Duits: Rispiges Gipskraut, Rispen-Gipskraut
- Engels: Common Baby's Breath, Double Snowflake
- Frans: Gypsophile brouillard